# Oszary
Oszary (ros. Ошары) – wieś (dieriewnia) w Rosji, w obwodzie niżnonowogrodzkim, w rejonie tonszajewskim. W 2010 liczyła 194 mieszkańców.